# (24672) 1989 OJ
(24672) 1989 OJ est un astéroïde de la ceinture principale d'astéroïdes découvert en 1989.

## Description
(24672) 1989 OJ a été découvert le 27 juillet 1989 à l'observatoire de Siding Spring, situé près de Coonabarabran, en Nouvelle-Galles du Sud, en Australie, par Robert H. McNaught.

### Caractéristiques orbitales
L'orbite de cet astéroïde est caractérisée par un demi-grand axe de 2,58 UA, un périhélie de 2,04 UA, une excentricité de 0,21 et une inclinaison de 16,38° par rapport à l'écliptique. Du fait de ces caractéristiques, à savoir un demi-grand axe compris entre 2 et 3,2 UA et un périhélie supérieur à 1,666 UA, il est classé, selon la JPL Small-Body Database, comme objet de la ceinture principale d'astéroïdes.

### Caractéristiques physiques
(24672) 1989 OJ a une magnitude absolue (H) de 14,7 et un albédo estimé à 0,417.